# ویلیام مک‌فرسون آلن
ویلیام مک‌فرسون آلن (انگلیسی: William McPherson Allen؛ ۱ سپتامبر ۱۹۰۰ –  ۲۸ اکتبر ۱۹۸۵ (۸۵ سال)) وکیل و تاجر اهل ایالات متحده آمریکا بود. وی بین سال‌های ۱۹۴۵ تا ۱۹۶۸ مدیر کل شرکت بوئینگ بود.